# 黑人法令
黑人法令是指美國經歷南北戰爭後，戰敗的南部邦聯各州為了讓“白種人優越”得以繼續，頒行的許多歧視黑人的法律。
1865年5月26日南部邦聯戰敗後，美國先後頒發了《解放宣言》和《憲法第十三條修正案》，以廢除美國的奴隸制度。各種黑人法令就是為了抵抗此二者而產生的。
黑人法令主要在1865年和1866年頒發。

## 歷史

### 源頭與社會背景
黑人法令的遠源，即是早在英國殖民地時期，殖民者可自行制定其認為有利于管理奴隸的任何規定。
黑人法令的近源，就是美國南北戰爭前的奴隸法律。当时在美國社會中有一批人認為“奴隸只是一種財產，而非人類。是以法律應該保護人擁有這種財產，並且讓他們免于奴隸暴亂的危險。”
在17世紀，美國各州以各自的情況，設立不同的奴隸法律，這些法律為了適應新的情況不停在變。
这些法律通常都有以下特征:
嚴格劃分種族、階級
1. 只要有黑人血統，不管成分多少，都被視為黑人(一滴血规则)。
2. 子女的身份隨母親而定。例如:自由民的男性與奴隸女性所生的子女，身份是奴隸。

剝削奴隸的法律權利
1. 凡是有白人牽涉在内的訴訟，法院不可採用黑人的證言。
2. 奴隸不能訂立契約。
3. 奴隸不能擁有財產。
4. 白人攻擊奴隸，奴隸不可還手。
5. 在法庭上作證反對白人
6. 擔任陪審員和州民兵

限制奴隸的各種社會活動
1. 未經許可，奴隸不得擅自離開其主人規定的場所。
2. 無白人在場，奴隸不可集會。
3. 奴隸不可擁有槍械。
4. 除了生產技能外，奴隸不得接受任何教育。
5. 不可傳發有「煽動性的」印刷品。
6. 奴隸不能結婚。

這些奴隸法令被非常嚴格的執行，若有暴亂，執行將會更加嚴格。
常有巡邏人員監視奴隸，夜間巡逻更是嚴厲。刑罰方面有鞭打、烙印或監禁。死刑較少用，這是為了減少財產損失，除非奴隸強姦、謀殺白人，否则不轻易用死刑。
在當時，黑人奴隸的反抗、暴亂、逃亡時而有之，例如在1864年，維吉尼亞州有1,418個奴隸被宣判有罪；其中91件是暴亂罪、346件是謀殺罪。
南北戰爭後，由于奴隸法律的廢除，南部各州就實行了變相的各種意圖繼續把黑人當劣等人的法律，這就是黑人法令。
黑人法令各州有異，有以下各種內容：
1. 流浪罪：若黑人失業，沒有固定住所，就犯了流浪罪，必須罰金，若無力償付，必須以勞役代付。
2. 限制財產：限制黑人可以擁有的財產種類。
3. 限制行業：限制黑人可以從事的行業。
4. 不許有槍械。
5. 除非涉及其他黑人，否則不可在法庭作證。
6. 黑人可以與同族結婚，但不可異族通婚。
7. 學徒法令：確定“受僱”的黑人孤兒及黑人青少年，與白人“僱主”的關係。

得知南部各州頒發各種黑人法令後，北部各州紛紛反對。尤其是在1866年，孟斐斯和紐奧良發生了殘酷的反黑人暴亂事件後，北部各州的反对更是强烈。
北部州的反對促進了重建時期的到來以及後來《憲法第十四、十五條修正案》的通過。在1865年，美國建立了自由民局，以幫助前奴隸。
1865年-1877年的重建時期期間，廢除了很多的黑人法令，但在重建時期後，南部各州又多少恢復了黑人法令。一直到1964年，美國通過《民權法案》後，各種黑人法令才被真正廢止。